# ある日わたしは
『ある日わたしは』（あるひわたしは）は、石坂洋次郎の小説作品。1958年から1959年に雑誌『若い女性』に連載された。後、映画化・テレビドラマ化も為された。

## 概要
ドラマ版では、ゆり子が夏休みで石川県・加賀地方の温泉町にある実家に帰る所から始まり、物語は、ゆり子が経験する「幼い頃からの憧れの恋愛」「結婚願望の恋愛」「母性愛の恋愛」「母と子の二代に亘る恋愛」の他、ゆり子とかおりとの姉妹愛、かおりと良夫との恋愛など様々な恋愛を明るく描いている。

## 映画版

### キャスト
- 城山ゆり子：上原美佐
- 城山正雄：宮口精二
- 城山はる子：三宅邦子
- 城山義夫：手塚茂夫
- 城山まり子：星由里子
- 金子大助：宝田明
- 金子勇作：上原謙
- 金子ふさ子：沢村貞子
- 金子とも子：田村まゆみ
- 矢吹健次郎：山田真二
- 川村秀子：水野久美
- 田村早苗：横山道代
- 下村の伯母さん：長岡輝子
- 下宿のおばさん：本間文子
- 花島代議士：上田吉二郎

### 同時上映
- 『暴れん坊森の石松』
- 脚本：芝野文雄／監督：佐伯幸三／主演：フランキー堺／宝塚映画作品
- なお9月13日からはこの作品に代わって、『上役・下役・ご同役』（監督：本多猪四郎）との2本立てとなった。

## テレビドラマ版
日本テレビの月曜20時枠として1967年10月23日から1968年4月29日まで放送された。カラー放送。全28回。
2015年10月23日から48年振りにスカパー!・チャンネルNECOにて再放送されている。
2019年11月29日に発売されたDVDとして初めてソフト化された。

### キャスト
- 城山ゆり子：松原智恵子
- 城山かおり：ジュディ・オング
- 城山よう子：松井八知栄
- 城山正雄：佐野周二
- 城山はる子：高峰三枝子
- 山崎信一：早川保
- 山崎次郎：和田浩治
- 山崎良夫：松山省二
- 山崎あきら：島村美輝
- 山崎源治：大坂志郎
- 大沢千代：村瀬幸子
- 矢吹健太郎：川口恒
- 河村秀子：茅島成美
- 夏子：梶芽衣子
- 美枝：橘和子
- くに子：伊藤るり子
- 桜井：尾藤イサオ
- 北沼：杉山元
- たか子：宗方奈美
- 関信江：柳川慶子
- しゅう：三遊亭金遊
- 黒木：川地民夫
- 小夜子：池田昌子
- 金子大介：津川雅彦
- 金子勇作：宇佐美淳也
- 金子ふさ子：高杉早苗
- 金子とも子：久万里由香

### スタッフ
- 原作：石坂洋次郎「ある日わたしは」「青春の海」
- 脚本：松木ひろし
- 監督：鍛冶昇、千野皓司、手銭弘喜、丹野雄二
- 主題歌：ジャッキー吉川とブルーコメッツ
- 製作：日活、日本テレビ

### サブタイトル
| 話数 | 放送日         | サブタイトル       | 監督     |
| ---- | -------------- | ------------------ | -------- |
| 1    | 1967年10月23日 | 女の命の火         | 鍛冶昇   |
| 2    | 10月30日       | 隣の城             | 千野皓司 |
| 3    | 11月6日        | 叩けよ、さらば     | 千野皓司 |
| 4    | 11月13日       | 鳥籠と犬小屋       | 千野皓司 |
| 5    | 11月20日       | 風さわぐ中で       | 千野皓司 |
| 6    | 11月27日       | 新しいページ       | 鍛冶昇   |
| 7    | 12月4日        | 知らない時間       | 鍛冶昇   |
| 8    | 12月11日       | 光りと影と         | 鍛冶昇   |
| 9    | 12月18日       | ガラスの階段       | 鍛冶昇   |
| 10   | 12月25日       | 霜夜のギター       | 鍛冶昇   |
| 11   | 1968年1月1日   | ラブ・パレード     | 鍛冶昇   |
| 12   | 1月8日         | 陽だまりの鳩       | 鍛冶昇   |
| 13   | 1月15日        | 近くの他人         | 鍛冶昇   |
| 14   | 1月22日        | 若さの糸車         | 丹野雄二 |
| 15   | 1月29日        | 憎しみの岸辺に     | 丹野雄二 |
| 16   | 2月5日         | 昔の光り           | 丹野雄二 |
| 17   | 2月12日        | 長い夜             | 手銭弘喜 |
| 18   | 2月19日        | 寄り添う星影       | 手銭弘喜 |
| 19   | 2月26日        | ポンコツの歌       | 鍛冶昇   |
| 20   | 3月4日         | 傷つく者           | 鍛冶昇   |
| 21   | 3月11日        | 栄光のタイヤ       | 鍛冶昇   |
| 22   | 3月18日        | 夕陽にさようならを | 手銭弘喜 |
| 23   | 3月25日        | 残照               | 手銭弘喜 |
| 24   | 4月1日         | 揺れる春           | 手銭弘喜 |
| 25   | 4月8日         | 北国にて           | 手銭弘喜 |
| 26   | 4月15日        | 独りだけの鐘       | 手銭弘喜 |
| 27   | 4月22日        | 小さな古い箱       | 手銭弘喜 |
| 28   | 4月29日        | 明日に微笑を       | 手銭弘喜 |

### エピソード
- 日活のテレビドラマ部門が手がける初のカラー番組である。映画本編に負けない凝った美しいオープニングが印象的。
- 裏番組に日活のエース女優だった吉永小百合が出演する『娘たちはいま』（TBS）が放送されており、主演の松原は担当プロデューサーから 『視聴率で勝ったらハワイに連れて行ってやる』 と言われて張り切ったが、本作の視聴率は平均23%と大ヒット[2]、一方『娘たちはいま』の平均視聴率は11%となって[6]視聴率で勝利し、ハワイ旅行とカラーテレビをプレゼントしてもらったと言う[2]。